# Residente o visitante
Residente o visitante es el título del segundo álbum de estudio grabado por el dúo puertorriqueño Calle 13. Fue lanzado al mercado bajo el sello discográfico Sony BMG Norte el 24 de abril de 2007 e incluye la participación de artistas como Vicentico, Bajofondo Tango Club, Tego Calderón, La Mala Rodríguez y Orishas. El álbum ganó dos Premios Grammy Latinos al Mejor Álbum de Música Urbana y a la Mejor Canción Urbana con el sencillo «Pal' Norte».

## Lista de canciones
Todas las letras escritas por Residente, toda la música compuesta por Visitante. Adaptado de Allmusic.. 
| N.º | Título                                                   | Duración |  |
| 1.  | «Intro»                                                  | 1:48     |  |
| 2.  | «Tango del pecado» (con Bajofondo Tango Club y Panasuyo) | 4:13     |  |
| 3.  | «La fokin' moda»                                         | 3:26     |  |
| 4.  | «Sin exagerar» (con Tego Calderón)                       | 3:26     |  |
| 5.  | «Mala suerta con el 13» (con La Mala Rodríguez)          | 4:30     |  |
| 6.  | «Llégale a mi guarida» (con Vicentico)                   | 4:24     |  |
| 7.  | «Un beso de desayuno»                                    | 4:51     |  |
| 8.  | «Uiyi Guaye»                                             | 5:05     |  |
| 9.  | «Algo con-sentido»                                       | 4:40     |  |
| 10. | «Pa'l norte» (con Orishas)                               | 4:41     |  |
| 11. | «La cumbia de los aburridos»                             | 4:07     |  |
| 12. | «A limpiar el sucio»                                     | 4:13     |  |
| 13. | «El avión se cae»                                        | 4:18     |  |
| 14. | «La crema»                                               | 4:01     |  |
| 15. | «La era de la copiaera»                                  | 4:37     |  |

### Bonus tracks
| Best Buy Special Edition |                 |          |  |
| N.º                      | Título          | Duración |  |
| 16.                      | «Japón»         | 3:59     |  |
| 17.                      | «Suave» (remix) | 3:25     |  |

## Listas y certificaciones

### Listas semanales
| Lista (2007)                    | Máxima posición |
| ------------------------------- | --------------- |
| U.S. Billboard 200              | 52              |
| U.S. Billboard Top Latin Albums | 1               |
| U.S. Billboard Top Rap Albums   | 13              |

### Listas anuales
| Lista (2007)                       | Máxima posición |
| ---------------------------------- | --------------- |
| U.S. Billboard Top Latin Albums    | 56              |
| U.S. Billboard Latin Rhythm Albums | 10              |

### Sucesión y posicionamiento
| Predecesor: Como ama una mujer de Jennifer López | U.S. Billboard Top Latin Albums — Álbum N°. 1 12 de mayo de 2007 - 18 de mayo de 2007 | Sucesor: Historia de un idolo, vol. 1 de Vicente Fernández |

| Predecesor: Masterpiece: Commemorative Edition de R.K.M. & Ken-Y | U.S. Billboard Latin Rhythm Albums — Álbum N°. 1 12 de mayo de 2007 - 25 de mayo de 2007 | Sucesor: Masterpiece: Commemorative Edition de R.K.M. & Ken-Y |

### Certificaciones
| País                                                                | Certificación | Ventas  |
| ------------------------------------------------------------------- | ------------- | ------- |
| Argentina (CAPIF)                                                   | Oro           | 20 000x |
| xcifras no especificadas sobre base de la certificación por sí sola |               |         |